# كيلي هوغن
كيلي هوغن (بالإنجليزية: Kelly Hogan)‏ هي مغنية وكاتبة غنائية أمريكية، ولدت في 11 يناير 1965.

## وصلات خارجية
- الموقع الرسمي
- كيلي هوغن على موقع ميوزك برينز (الإنجليزية)
- كيلي هوغن على موقع أول ميوزيك (الإنجليزية)
- كيلي هوغن على موقع ديسكوغز (الإنجليزية)